# Jacques Leclercq
Jacques Leclercq (ur. 3 czerwca 1891 w Brukseli, zm. 13 lipca 1971 w Beaufays) – prawnik, konwertyta, kapłan katolicki, etyk i socjolog, związany z Uniwersytetem Katolickim w Lowanium.

## Życiorys
Już jako 15-latek studiował prawo na Université Libre w Brukseli. Po konwersji przeniósł się na uniwersytet w Lowanium, gdzie w 1911 został doktorem prawa. Święcenia kapłańskie uzyskał w 1917. W okresie międzywojennym (1921-1938) nauczał etyki i prawa w brukselskim Instytucie Saint-Louis. W tym czasie (1926) utworzył pismo „La cité chrétienne” (później znane jako „La revue nouvelle”). Od 1938 przez 23 lata był profesorem Katolickiego Uniwersytetu w Lowanium. Tam w 1955 zapoczątkował Centre de Recherches Sociologiques.

## Poglądy
W swoich przemyśleniach Leclercq akcentował niezależność człowieka jako osoby od innych istot. Przyglądał się również zagadnieniom związanym z kwestią wolności. Przy tej okazji snuł refleksje na temat władzy i jej ingerowania w życie społeczne. Jako przeciwnik relatywizmu był zwolennikiem klasycznego definiowania prawdy.